# Hyposmocoma tetraonella
Hyposmocoma tetraonella — вид моли эндемичного гавайского рода Hyposmocoma.

## Распространение
Встречается на острове Гавайи в высокогорном районе Кона.

## Синонимы
- Hyposmocoma tetraonis (Walsingham, 1907)